# Ежов, Евгений Михайлович
Евгений Михайлович Ежов (1918—1989) — Гвардии капитан Советской Армии, участник Великой Отечественной войны, Герой Советского Союза (1944).

## Биография
Евгений Ежов родился 29 октября 1918 года в Перми. Получил среднее образование. В 1937 году Ежов был призван на службу в Рабоче-крестьянскую Красную Армию. В 1941 году окончил Чкаловскую военную авиационную школу пилотов. С февраля 1942 года — на фронтах Великой Отечественной войны. Летал на самолёте «Ил-2», участвовал в боях на Южном, Северо-Кавказском, Закавказском, 4-м Украинском, 2-м Белорусском фронтах. Участвовал в битве за Кавказ, Северо-Кавказской наступательной операции, освобождении Краснодарского края, прорыве «Голубой линии», освобождении Крыма. Был один раз ранен и два раза контужен.
К маю 1944 года гвардии старший лейтенант Евгений Ежов был заместителем командира эскадрильи 43-го гвардейского штурмового авиаполка 230-й штурмовой авиадивизии 4-й воздушной армии 2-го Белорусского фронта. К тому времени он совершил 110 боевых вылетов на штурмовку скоплений вражеской живой силы и боевой техники, нанеся противнику большой урон. Среди прочего он уничтожил 16 немецких самолётов на аэродромах.
Указом Президиума Верховного Совета СССР от 26 октября 1944 года за «мужество и героизм, проявленные при нанесении штурмовых ударов по противнику, за выполненные 110 успешных боевых вылетов» гвардии старший лейтенант Евгений Ежов был удостоен высокого звания Героя Советского Союза с вручением ордена Ленина и медали «Золотая Звезда» за номером 4847.
Участвовал в освобождении Белорусской ССР, Польши, боях в Восточной Пруссии. Всего же за время своего участия в войне он совершил 209 боевых вылетов. В 1946 году в звании капитана Ежов был уволен в запас.
В 1949 году поступил на юридический факультет Пермского университета, учился на экстернате до 1952 года, а затем, после лечения, в 1959 году перешёл на заочное отделение, которое окончил в 1962 году.
С октября 1951 года по июнь 1953 года — начальник отдела кадров "Молотовстрой" МВД СССР. 
С 1953 года (до конца 1950-х?) — директор Ленинского райпромкомбината.
Позже проживал в Москве, работал на базе «Обувьторга».
Умер 16 августа 1989 года, похоронен на Измайловском кладбище Москвы.
Был также награждён двумя орденами Красного Знамени, орденами Александра Невского, Отечественной войны 1-й и 2-й степеней, Красной Звезды, рядом медалей.